# DDV-Stadion

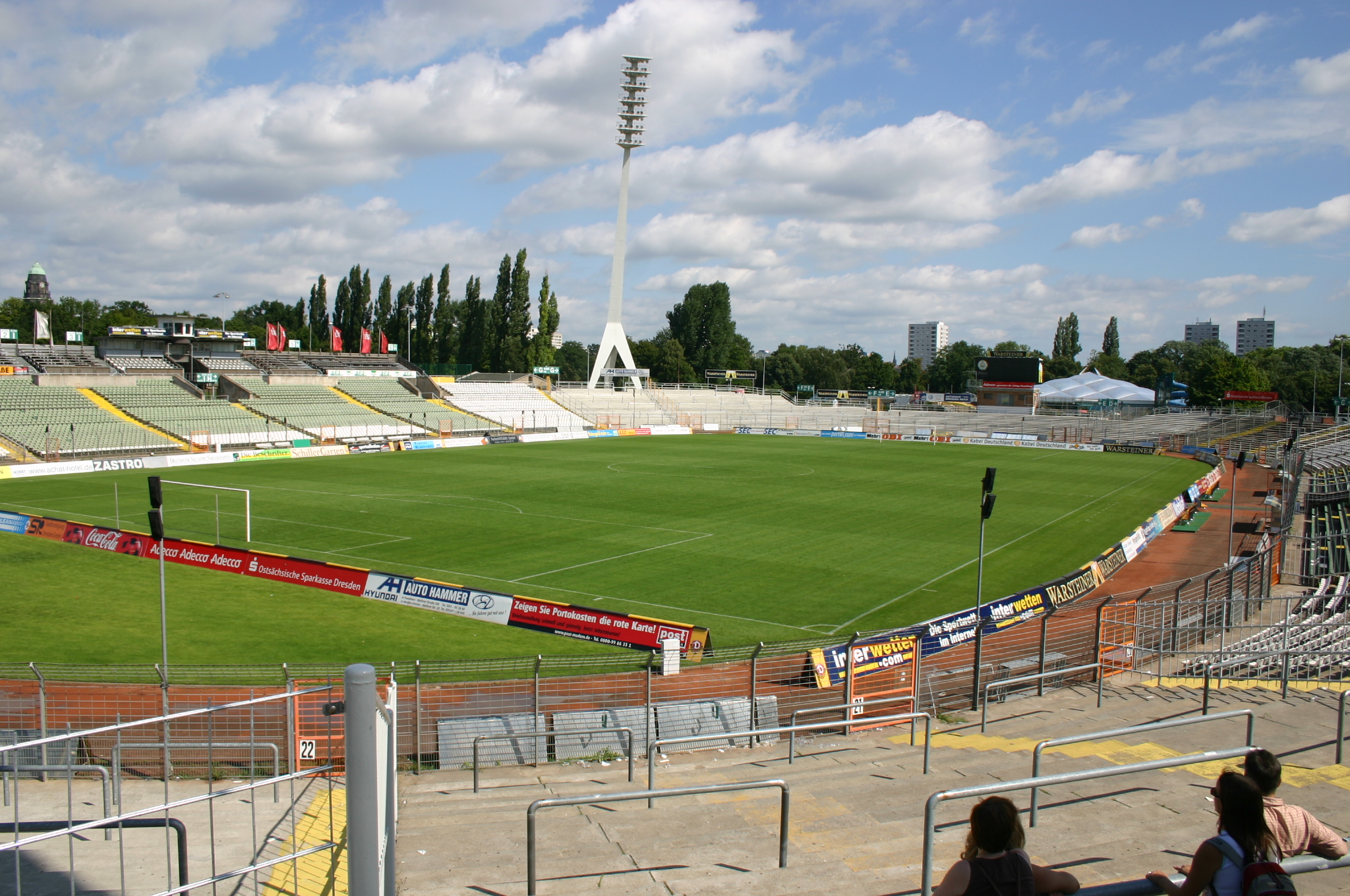
Het stadion in 2095

Het DDV-Stadion is een stadion in de Duitse stad Dresden. De voetbalclub Dynamo Dresden speelt zijn thuiswedstrijden in het stadion. Sinds het seizoen 2016/2017 speelt deze club in de 2. Bundesliga.

## Geschiedenis
Op de plaats van het stadion werd voor het eerst een sportterrein aangelegd in 1896 en was thuishaven van Duitslands oudste voetbalclub Dresden English FC.
Op 21 december 1922 werd begonnen met de huidige bouw van het stadion. De bouw werd voltooid in mei 1923 en op 16 mei werd het stadion geopend onder de naam Dresdner Kampfbahn. Het stadion dat plaats bood aan 24.000 toeschouwers was de thuishaven van Dresdensia 1898. Vanaf 1937 was de naam Ilgen-Kampfbahn.
In de Tweede Wereldoorlog raakte het door bombardementen zwaar beschadigd, maar het werd weer opgebouwd en in 1951 heropend als het Rudolf-Harbig-Stadion. In 1969 werden lichtmasten gebouwd en in 1979 kreeg het stadion een elektronisch scorebord. Tussen 1971 en 1990 werd het stadion Dynamo-Stadion genoemd, omdat de naamgever Rudolf Harbig niet met het DDR-ideaalbeeld voor sporters bleek overeen te stemmen. In 1990 werd het stadion vernieuwd om aan de internationale eisen te voldoen; onder andere werden zitbanken door kuipstoeltjes vervangen. In 2010 werd het stadion in het kader van een sponsorovereenkomst tot Glücksgas Stadion hernoemd. Sinds 2014 heet het Stadion Dresden.
In 2007 werd besloten het sterk verouderde stadion te verbouwen. De werkzaamheden werden in de zomer van 2009 afgerond. Sinds de verbouwing beschikt het stadion over 32.066 overdekte plaatsen, waarvan 19.502 zitplaatsen en 1.170 VIP-plaatsen.
Van 2016 tot 2018 was het bedrijf DDV Mediengruppe naamgever van het stadion en was het stadion officieel omgedoopt tot DDV-Stadion

## Afbeeldingen

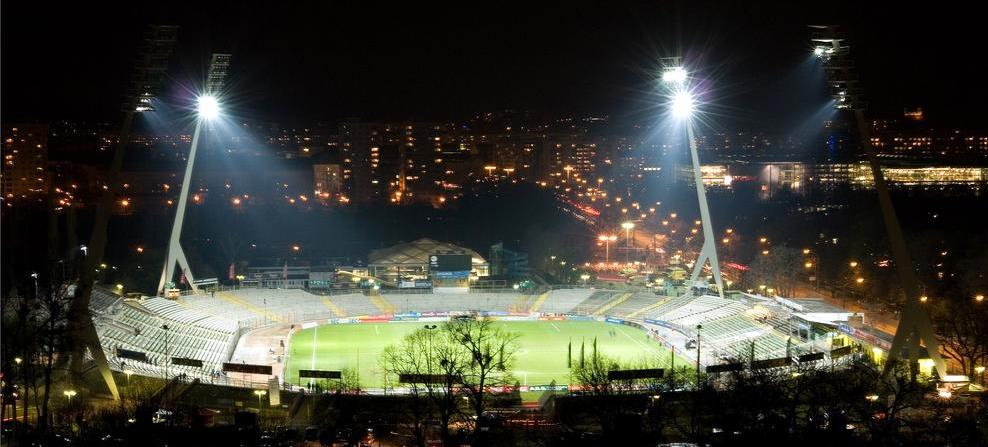
Het stadion in mei 2007, voor de verbouwing
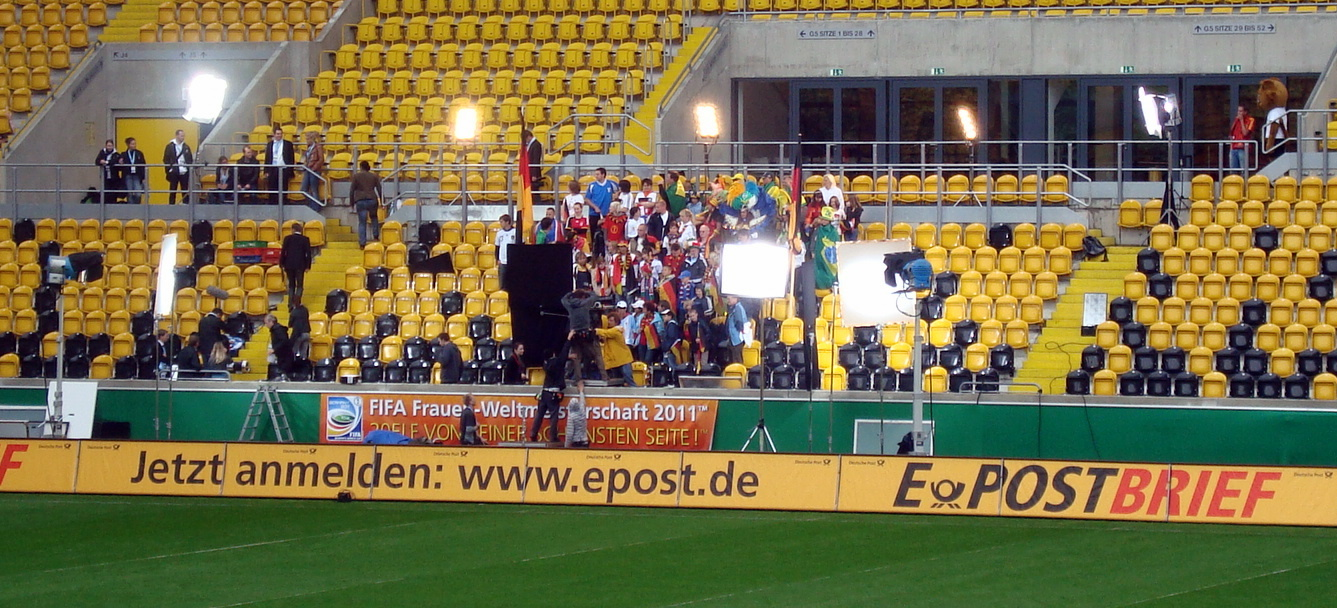
Hoofdtribune van het nieuwe stadion
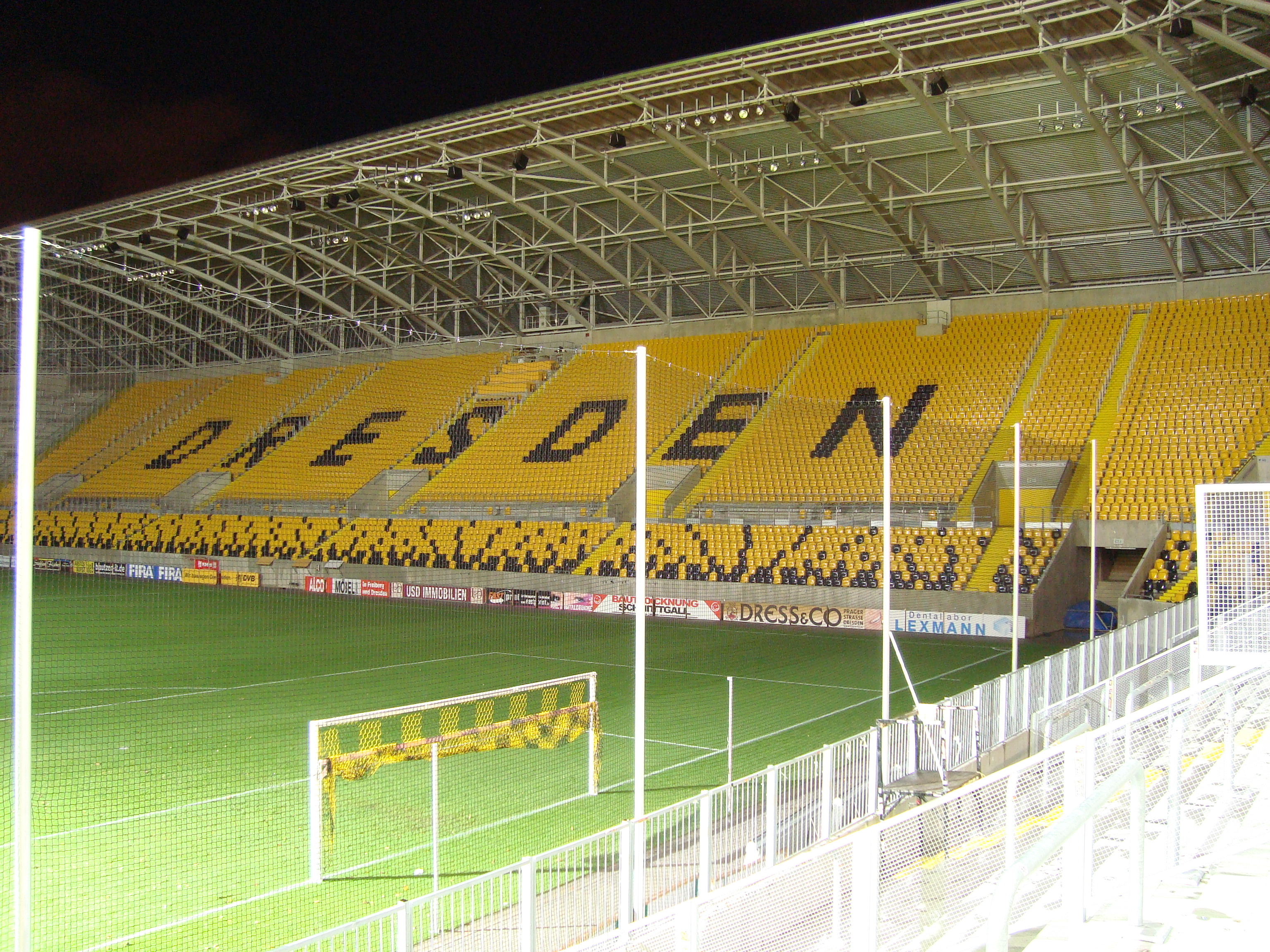
Westelijke tribune van het nieuwe stadion

Allianz Arena (FC Bayern München) ·
BayArena (Bayer Leverkusen) ·
Borussia-Park (Borussia Mönchengladbach) ·
Deutsche Bank Park (Eintracht Frankfurt) ·
Europa-Park Stadion (SC Freiburg) ·
Holstein-Stadion (Holstein Kiel) ·
Mewa Arena (1. FSV Mainz 05) ·
MHPArena (VfB Stuttgart) ·
Millerntor-Stadion (FC St. Pauli) ·
Red Bull Arena (Leipzig) (RB Leipzig) ·
Rhein-Neckar-Arena (TSG 1899 Hoffenheim) ·
Signal Iduna Park (Borussia Dortmund) ·
Alte Försterei (1. FC Union Berlin) ·
Volkswagen-Arena (VfL Wolfsburg) ·
Voith-Arena (1. FC Heidenheim 1846) ·
Vonovia Ruhrstadion (VfL Bochum) ·
Weserstadion (Werder Bremen) ·
WWK ARENA (FC Augsburg)
Donaustadion (SSV Ulm 1846) ·
Eintracht-Stadion (Eintracht Braunschweig) ·
Fritz-Walter-Stadion (1. FC Kaiserslautern) ·
Heinz-von-Heiden-Arena (Hannover 96) ·
Home Deluxe Arena (SC Paderborn 07) ·
Jahnstadion Regensburg (Jahn Regensburg) ·
Max-Morlock-Stadion (1. FC Nürnberg) ·
MDCC-Arena (1. FC Magdeburg) ·
Merkur Spiel-Arena (Fortuna Düsseldorf) ·
Olympiastadion (Hertha BSC) ·
Preußenstadion (SC Preußen Münster) ·
RheinEnergieStadion (1. FC Köln) ·
Sportpark Ronhof (SpVgg Greuther Fürth) ·
Stadion am Böllenfalltor (SV Darmstadt 98) ·
Ursapharm-Arena an der Kaiserlinde (SV Elversberg) ·
Veltins-Arena (Schalke 04) ·
Volksparkstadion (HSV) ·
Wildparkstadion (Karlsruher SC)
Audi-Sportpark (FC Ingolstadt 04) ·
Brita-Arena (SV Wehen Wiesbaden) ·
Carl-Benz-Stadion (SV Waldhof Mannheim) ·
DDV-Stadion (Dynamo Dresden) ·
Erzgebirgsstadion (FC Erzgebirge Aue) ·
Hardtwaldstadion (SV Sandhausen) ·
LEAG Energie Stadion (Energie Cottbus) ·
Ludwigsparkstadion (1. FC Saarbrücken) ·
Ostseestadion (Hansa Rostock) ·
SchücoArena (DSC Arminia Bielefeld) ·
Sportclub Arena (SC Verl) ·
Sportpark Höhenberg (FC Viktoria Köln 1904) ·
Sportpark Unterhaching (SpVgg Unterhaching) ·
Stadion an der Bremer Brücke (VfL Osnabrück) ·
Stadion an der Hafenstraße (Rot-Weiss Essen) ·
Stadion Rote Erde (Borussia Dortmund II) ·
Städtisches Stadion an der Grünwalder Straße (TSV 1860 München) ·
Tivoli (Alemannia Aachen) ·
WIRmachenDRUCK Arena (VfB Stuttgart II)